# Хенаро Серменьйо
Хенаро Серменьйо (ісп. Genaro Sermeño, 28 листопада 1948 — 23 грудня 2022) — сальвадорський футболіст, що грав на позиції півзахисника.

## Кар'єра
У дорослому футболі дебютував 1967 року виступами за команду ФАС, кольори захищав до 1976 року і забив 29 голів. По завершенні кар'єри гравця став тренером, очолював зокрема клуби «Хувентуд Олімпіка» (1999) та «Онсе Лобос» (2005)
У складі національної збірної Сальвадору був учасником чемпіонату світу 1970 року у Мексиці, на якому зіграв у двох матчах — проти Бельгії та СРСР.